# 前立腺癌
前立腺癌（ぜんりつせんがん、英語: Prostate cancer）とは、前立腺（外腺）に発生する病気、癌のひとつ。さまざまな組織型の悪性腫瘍が生じうるが、そのほとんどは腺癌で、通常は前立腺癌≒前立腺腺癌の意味で用いられる。2012年4月日本で初めてロボット手術であるda Vinciの健康保険適用となった疾患である。前立腺炎、前立腺肥大症と関連する可能性も研究されている。なお、少数ではあるが女性前立腺癌の症例報告がある。

## 歴史
前立腺がんは従前より、世界全体にて非常に発生率が高く、黒人・白人の発生頻度が著しい。そのため、米国における男性罹患率は1位、死亡数2位と最も罹患数の高いがんの一つとなっている。アジアは人種・環境の両要素にて最も罹患率の低い地域であり、日本では、1950年（昭和25年）当時国内の前立腺がんによる死亡率は男性のがん死全体の0.1%とされ、長らく米国の1/10～1/20の割合と云われてきた。だが日本国内においてもその後、患者数は増加の一途を辿ることとなる。
国立がんセンターによる前立腺がん統計調査においては、1975年（昭和50年）当初およそ年間約2,000人であった罹患者数が2019年（令和2年）には年間94,748人まで急激に増加している。2019年統計では、国内において男性の部位別がん罹患数は首位（2位は大腸がん、3位は胃がん）であるが、2020年（令和3年）男性の部位別がん死亡数は12,759人の7位となっている。

## 前立腺癌の増加

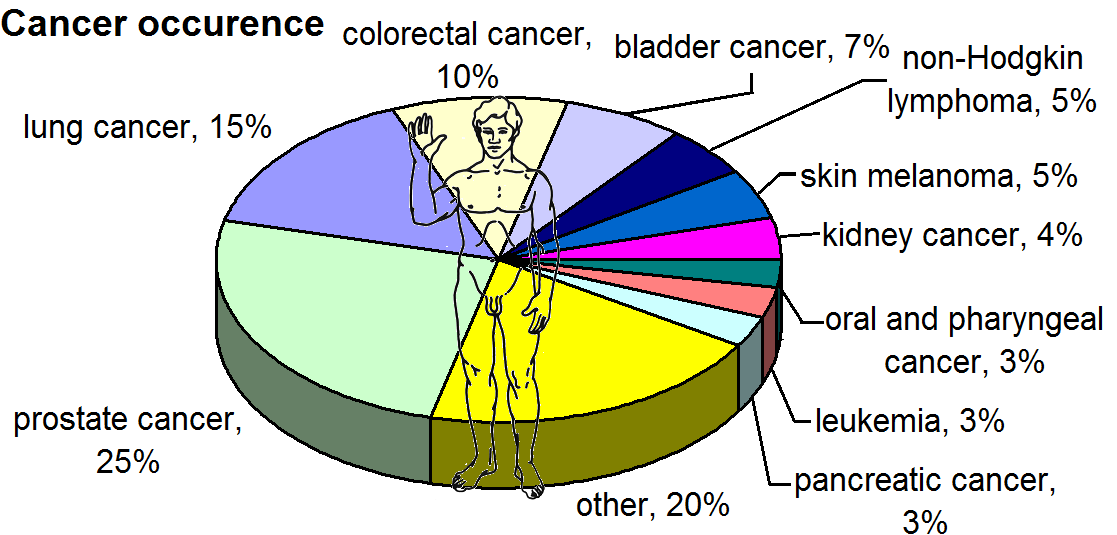
アメリカでの男性のがん発生比率（2008年）。前立腺癌は全体の25%を占めている。

前立腺癌は癌の中では進行性が遅く、生存率・治癒率は高いうえ、予後も他の癌に較べると大変よい。日本において45歳以下での罹患は家族性以外はまれで、50歳以降に発症する場合が多い。その割合は年を追うごとに増加し、80歳以上においては、実に半数以上の日本人男性が潜在性の前立腺癌を有するとされる。米国では男性の約20%が生涯に前立腺がんと診断され、同一人種間の日本と欧米での患者割合の差は食生活、とりわけ米国では脂質摂取量が日本の倍以上あることが大きな要因ではないかと指摘される。日本国内においても食生活の欧米化により、近い将来日本においても男性癌死亡者の上位となることが予想されている。また韓国でも経済成長に伴う食生活の変化により前立腺癌の死亡率は上がりつつある。
また、前立腺液に含まれるたんぱく分解酵素であるPSAのスクリーニング検査は近年普及傾向にあり、そのため前立腺癌が発見される確率も高くなっているが、一方でPSA検査は会社や地方自治体における検診で必須項目になっておらず通常はオプション扱いであり、受診するには自費負担となっている。このためPSA検査まで受けず定期検診を受けて安心しきり、自覚症状が出てから前立腺癌に気づいてすでに進行している状態だった例も多い。このため今後、定期検診の中にPSA検査を組み込む自治体や健康保険組合が増加することが期待されている。一般に腫瘍マーカーとしてPSAの信頼度は高いとされており、正常値は4ng/ml以下程度とされている。

## 原因
医薬品
痤瘡（にきび）のためテトラサイクリンを4年以上使用した男性は前立腺癌の相対リスクが1.70倍で有意に高く、アクネ菌感染が原因として疑われていた。2017年の大規模な集団ベースの前向きコホート研究においても思春期痤瘡は前立腺癌（進行期疾患）のハザード比が2.37倍、重度痤瘡診断ではハザード比が5.70倍で有意に高かった。
食事
同一人種の居住地域による罹患率の差から、食事が原因の一つと考えられている。高脂肪の食事は前立腺癌のリスクとなる。乳製品の摂り過ぎも前立腺癌のリスクを高めるといわれる。日本の国立がん研究センターが4万3000人を追跡した大規模調査でも、乳製品の摂取が前立腺癌のリスクを上げることを示し、カルシウムや飽和脂肪酸の摂取が前立腺がんのリスクをやや上げることを示した。牛乳は、IGF-1を介して前立腺癌リスクを上げることが報告されている。
人種
黒人、白人、アジア人の順に頻度が高い。
遺伝
若年例では家族性の前立腺癌が存在する。また、血縁に前立腺癌がある場合、前立腺癌の罹患率が上がることが知られている。血縁においては父親か兄弟の一方に前立腺癌にかかった人がいると本人がかかる危険性が2倍になり、1親等（父親）と2親等（祖父・兄弟）の両方に前立腺癌にかかった人がいると危険性は約9倍にも上昇する。
感染
レトロウイルスであるXMRVによる感染と前立腺癌との関連が研究されている。
年齢
前立腺癌は60歳から増え始め、70歳以上で最も多くなり、加齢と共に発生率が急カーブで上昇することが顕著になる。ただし家族性の前立腺癌、すなわち遺伝では40歳代で発症する例も多い。
生活
長時間の自転車、バイク、乗馬などは、サドルや馬の背に跨って前立腺の組織が集中する会陰部を圧迫刺激してPSAが漏出する可能性があるため、好ましくない。英国NICEの統計では50歳を超えた場合1日1時間の乗車を習慣とするものは行わないものと比べ15％発生率が高かった。対策は穴あき（ポリス）サドルで改善する可能性があり実際に英国や米国都市部で交通警官が使用している。

## 疫学

2004年における10万人毎の前立腺癌による死亡者数（年齢標準化済み）
データなし
4人以下
4人から8人
8人から12人
12人から16人
16人から20人
20人から24人
24人から28人
28人から32人
32人から36人
36人から40人
40人から44人
44人以上

前立腺癌の罹患率は、欧米で高く、アジアと欧米の間に大きな差が存在するが、日本では年々罹患率が上昇し、2011年では、胃がんに次いで第2位となっている。しかし、死亡率の上昇は緩徐で同第6位となっている。この乖離は、PSA検査の普及により早期癌で発見される例が多いことによると考えられる。こうした状況を反映してか、2003年から2005年の間に診断された前立腺癌の5年生存率は98.3%と報告されている。
前立腺癌のリスクを研究した結果によると、生活環境が癌罹患と深く関与している一方、遺伝子背景も強く関与していることが示唆されており、前述のアジアと欧米の差がもたらされていると考えられる。
前立腺癌の治療予後には、下記のグリーソン分類や前立腺特異抗原値のほかに、陰茎長もそれぞれ独立した予後予測因子となっている。

### 転移
前立腺がんは骨によく転移する。また、前立腺がんの骨転移の頻度は57〜84%である。

## 予防の可能性
大豆に含まれるイソフラボン成分であるゲニステイン濃度、ダイゼインの代謝物であるエコール濃度が高いグループの前立腺に限局する前立腺癌リスクは低くなる。イソフラボンの血中濃度が高いと、限局前立腺癌のリスクを低下させる。進行前立腺癌では作用しない。緑茶をよく飲むグループで進行前立腺癌のリスクが低下する。
他に肉食を控えて減塩し、新鮮な野菜や果物を中心にした食生活も効果があるとされる。
2016年にハーバード大学公衆衛生教室から発表された、アメリカ人の男性を約20年間追跡調査した研究によると20代の時に月21回以上射精していた人の前立腺癌のリスクは、4～7回の人よりも2割少なかった。

## 自覚症状
初期症状
前立腺癌にかかっても初期は無症状のため、気づくことはほとんどない。
排尿障害
前立腺癌の代表的な自覚症状は排尿障害であるが、前立腺癌は尿道から離れた辺縁域にできやすいため、早期には排尿関連の症状を呈することはまれである。従って、尿道まで及んで排尿障害を自覚できた時は癌が進行していると考えてよい。前立腺癌の排尿障害はさまざまな形で現れ、具体的には夜中に何度もトイレに通う夜間頻尿、尿線が細くなって放物線を描いて飛ばない尿線細小、排尿し終わるまで時間がかかる排尿遅延、途中で止まりいきまないと続けられない尿線途絶といった症状がある。
その他
排尿障害以外では残尿感、尿失禁、血尿、精液に血が混じる血精液症、強い尿意があるのに全く尿を出せない尿閉などがあり、尿閉の場合は尿道から膀胱にカテーテルという柔らかいチューブを挿入する処置をする場合もある。ほか、直腸浸潤による下血を認めることがある。
骨転移
前立腺癌が骨盤や腰椎に転移（骨転移）すると、背中や腰の痛み、足の麻痺・膀胱直腸障害などが出てくるが、この場合は癌がすでにかなり広範囲に広がっている状態で脊髄の圧迫による運動障害や、鈍痛から刺すような痛みまで、さまざまな痛みを伴うことになる。
リンパ節転移
前立腺癌がリンパ節に転移した場合はリンパ液の流れが滞り、足や陰嚢、下腹部に浮腫みが生じるが、ここまで進行した場合は腎臓から膀胱へ尿を送る尿管も癌に侵され、尿の流れが障害されて水賢症を起こし、腎臓の働きが低下する場合もある。
勘違いされやすい自覚症状、注意点
前述したように前立腺癌は初期の場合は自覚症状が乏しいため、自ら気づくことはほとんどない。また自覚症状が出ても前立腺肥大と勘違いされやすい（実際は前立腺肥大と前立腺癌を併発している場合が多い）。他にも排尿障害は主に高齢者に多いため、治療の機会を逃がして症状が出た時には全体の7割から8割が進行癌か転移癌の状態になっている例も多い。

## 検査と診断
血液検査によるPSA検査によるスクリーニングを行い、問診、直腸診、エコー検査(超音波断層撮影)を行った上で、癌が疑わわれる場合には、針生検による病理組織診断でグリソンスコアなどの評価が行われる。一般にはPSAが4.0ng/mlをカットオフ値とし、これ以上ならば生検を行う場合が多いが、急性前立腺炎などでもPSAの上昇を認めるため、最適なカットオフ値は分かっていない。年齢別にPSAのカットオフ値を分ける場合もあり、施設によって値は異なる。一般に4ng/ml<PSA<10ng/mlでは前立腺癌の見つかる可能性は25-30%、10ng/ml以上で50-80%と言われている。前立腺生検には敗血症発症のリスクもある。PSAを用いた前立腺癌のスクリーニングを行なう上で注意が必要なのは、フィナステリド（プロペシア）やデュタステリド（アボルブ）を服薬していると、PSA値が本来の半分程度となり、偽陰性となることと、まれながらPSAの上昇を伴わない前立腺の腺癌が存在することなどである。
スクリーニングの有用性については種々の意見があったが、最近の知見として、PSA検診で前立腺がん死亡リスクが44%減少、癌の発見率は1.64倍になるとの報告がなされている。
生検で癌細胞が見つかった場合には、造影CTによりリンパ節転移の有無、精嚢浸潤などの前立腺被膜外への癌浸潤が検査されるが、CTによる精嚢・被膜外浸潤、リンパ節転移の診断能は低い。前立腺癌は比較的骨に転移しやすいため、核医学検査である骨シンチグラフィーで骨転移の有無を評価する必要がある。また、後述するT分類の精度を高めるため、MRIが行なわれることも少なくない。以前はPSA高値の症例にルーチンでMRI検査を行なうことを疑問視する意見もあったが、近年では、生検を行う前に磁力強度の高いMRI（3.0テスラMRI）や経直腸のMRIを用いることでより正確な画像診断が可能になってきている。
MP-MRIは、悪性度の高い前立腺癌を検出する感度がTRUSガイド下生検より有意に高かったが（93%対48%）、特異度は低かった（41%対96%）。
生検後にMRI検査を行なっても、真の病変を見ているのか、生検による出血を見ているのか、判別に苦慮することも多い。また、カラードップラー検査を用いた経直腸超音波でも、画像診断は可能となってきている。

## 病期・リスク分類・病理組織学的分類
前立腺癌には「TNM分類」と「ABCD分類」（ジュエット分類）という2つの病期分類法（進行度・ステージ・浸潤度）がある。TNM分類は癌の大きさ（T分類）、所属リンパ節転移の有無（N分類）、遠隔転移の有無（M分類）の3つに分けて分類する方法であり、ABCD分類は腫瘍の進展度別に分類する方法である。ちなみにTNM分類は国際対癌連合すなわちUICCが作成しているもので、TUMOUR（腫瘍・原発巣）、NODES（リンパ節）、METASTASIS（転移）の頭文字である。現在、治療現場ではTNM分類が採用されることが多いが、上に上がるたびに進行しているといったように患者にとってわかりやすいABCD分類が採用されることも少なくなく、日本泌尿器科学会と日本病理学会の前立腺癌取扱い規約ではABCD分類が採用されている。
分類上の問題として、T分類の根拠が直腸診によるのか、超音波検査によるのか、MRIによるのか、統一されていないことが挙げられる。（例えば、今まで用いられてこなかった感度の高い診断手法・装置で病期分類などを行なうと、見かけの治療成績が上がる、という現象が生じる。）また、T分類においては。生検所見ではなく、MRIや超音波によって分類する必要があり、画像上片側にしか病変を確認できないが、生検では両葉からがん細胞が証明された症例について、T2cと分類するのは不適切である。前立腺癌では、多発病変の扱いがTNM分類の分類規則の例外である点も注意が必要である。一般に、多発病変が確認された場合、そのうちの進行度の最も高い病変についてT分類を行なうが、腫瘍が多発することが多い前立腺癌では、独立した結節が両葉に認められる場合、これをT2cとする慣例がある。精嚢浸潤はT2強調画像の冠状断で評価しやすい。MRIによる原発巣の存在診断には、以前は造影検査が用いられてきたが、拡散強調画像(DWI)でも明瞭に描出されるため、ルーチンのシーケンスが置き換わっている。
TNM分類 UICC 8th edition
以下の分類は腺癌に限って適用するよう定められている。
- TX ：原発腫瘍の評価が不可能
- T0 ：原発腫瘍を認めない
- T1a ：直腸診や画像検査では見つからないが、組織を調べると切除した組織の5%以下に偶然発見された癌。
- T1b ：直腸診や画像検査では見つからないが、組織を調べると切除した組織の5%を超え、偶然見つかった癌。
- T1c ：直腸診や画像検査では見つからないが、PSA値の上昇で疑われ、生検によって確認された癌。
- T2a ：癌が前立腺の片葉の2分の1に留まっている。
- T2b ：癌が前立腺の片葉の2分の1を超えているが、両葉には及ばない。
- T2c ：癌が前立腺の両葉に広がっている。
- T3a ：癌が前立腺の被膜外へ広がっている。
- T3b ：癌が精嚢に浸潤している。
- T4 ：癌が精嚢以外の隣接臓器（膀胱・頸部・外尿道括約筋・直腸・拳筋・骨盤壁）に浸潤している。
- NX ：所属リンパ節転移の評価が不可能
- N0 ：所属リンパ節転移なし
- N1 ：前立腺癌が領域リンパ節に転移している。（内調骨リンパ節・外腸骨リンパ節・閉鎖リンパ節）
- M0 ：遠隔転移なし。
- M1 ：前立腺から離れたリンパ節や臓器などへの転移、骨への転移がある。（M1a:領域外リンパ節への転移, M1b:骨転移, M1c:その他の部位への転移）

| Stage     | T-classification | N-classification | M-classification |
| --------- | ---------------- | ---------------- | ---------------- |
| Stage I   | T1, T2a          | N0               | M0               |
| Stage II  | T2b, T2c         | N0               | M0               |
| Stage III | T3, T4           | N0               | M0               |
| Stage IV  | Any T            | N1               | M0               |
| 〃        | Any T            | Any N            | M1               |
UICCのTNM分類第8版は、2017/1/1より適用されている。
ABCD分類
- A1 ：前立腺内に留まっている高分化癌（=T1a）
- A2 ：前立腺内に広がった癌か低分化癌（=T1b）
- B1 ：前立腺癌の片葉に病変が留まっている単発の癌（=T2b）
- B2 ：前立腺の片葉全体か両側にまたがっている癌（=T2c）
- C1 ：前立腺の被膜や被膜外に広がっている癌（=T3a）
- C2 ：膀胱頸部か尿管の閉塞が見られる（=T4）
- D1 ：骨盤内のリンパ節に癌の転移が見られる（=N1）
- D2 ：D1より広範囲のリンパ節や骨、肺、肝臓などの遠隔部位に癌の転移が見られる（=M1）

グレードグループ
前立腺癌では病理組織学的悪性度が予後に関与することが従前より指摘されてきた。近年、組織病理学的分類のひとつとして、より予後予測に有用と考えられるグレードグループというものが、新たに提唱され、UICCのTNM分類第8版で採用されている。
| グリソングレード | グリソンスコア | グリソンパターン    |
| ---------------- | -------------- | ------------------- |
| 1                | ≦6             | ≦3 + 3              |
| 2                | 7              | 3 + 4               |
| 3                | 7              | 4 + 3               |
| 4                | 8              | 4 + 4               |
| 5                | 9 - 10         | 4 + 5, 5 + 4, 5 + 5 |
リスク分類
UICCのTNM分類のみでは、前立腺癌の治療方針決定や予後の推定には不十分であり、これを補うためさまざまなリスク分類が提唱され、用いられている。例えば、D'Amico分類では低リスク、中間リスク、高リスクの3つのリスク群に分類される。低リスクは、cT1-T2a, PSA ≦ 10 ng/mL,グリソンスコア 6以下を全て満たすものであり、高リスクは、T2c以上, PSA >20ng/mL, グリソンスコア 8以上のうち、一つでも満たすものがあった場合であり、中間リスクは、それ以外である。他にもさまざまなリスク分類が提唱されている。

## 再発・再燃

### 再発性前立腺癌
前立腺癌は他の癌と比較して生存率は高いが、再発の危険性は常にある。再発とは前立腺の全摘除術や放射線療法などの根治療法で癌の完治を目指したものの、また進行してきたり新しい癌細胞が発見された場合を差す。前立腺癌の再発にはPSA再発（生化学的再発）と臨床的再発の2種類がある。
PSA再発
前立腺全摘出術（手術）や放射線療法をした後にPSA値を調べ、その数値によって判断する。前立腺全摘出術を受けた場合、術後にPSA値は低下するが、その後に2回連続して0.2ng/mlを超えると再発となる。放射線療法の場合、治療後のPSA値は1年から2年かけてゆっくり下がるが、その下がりきった所を最低値として+2.0ng/mlが再発の判断基準となる。
臨床的再発
臨床的再発とは数値ではなく、CTやMRIや骨シンチグラフィーなどによる画像や直腸診で確認される再発のことである。具体的には前立腺局所の病巣やリンパ節や骨転移などが見られるが、臨床的再発として癌が発見される場合は病状がかなり進行していると考えられる。

### 再燃性前立腺癌
再燃とは癌で根治治療を選択せず、あるいは発見された時にすでに根治治療が不可能だったために内分泌療法を行い、それが効いて癌の進行が一時停止していたのに、また癌細胞が増殖することをいう。癌細胞は内分泌療法によって押さえ込まれていても抵抗力をつけるので内分泌療法の効果はだんだんなくなっていき、半数以上は5年以内に効かなくなっていく。
PSA再燃
PSA再燃はPSA最低値から25%以上の上昇で、上昇値は2.0ng/ml以上とし、再燃日はその確認日とされる。

### 再発・再燃に関する重要性
癌の再発と再燃はそれぞれ意味が違い、対処法も変わるためいずれにしても定期的な検診による早期発見が重要である。

## 治療
前立腺癌は発見時における状態（リスク分類）を基にして治療法を選択する。前立腺癌は治療の選択肢が非常に多く、また選択する際は生存期間や性機能温存の問題など肉体的にも精神的にも患者本人の考え方が非常に重視される。
生活・精神的選択
患者本人が完治を望むが、長期間にわたる治療は仕事に支障が出るという場合には、放射線治療より前立腺全摘除術を選ぶ。患者本人がどうしても性機能を温存したいならば、前立腺全摘除術ではなく放射線治療を選ぶ（とはいえ、放射線治療でも性機能に障害をきたすことはある）。
年齢的選択
前立腺癌は高齢者に発症が多いため、年齢によってはつらい治療はせず薬などでホルモンを遮断して癌を押さえる内分泌療法にする。80歳を過ぎている場合は適応条件が合えば待機療法にする。

### 監視療法 (active surveillance)
過剰治療とその有害事象を回避するため、二次治療として根治治療を想定して、根治の時機を逸しないように監視する積極的治療と位置づけられている。従来は「PSA監視療法」と呼ばれていたが、実際にはPSAのみでなく病理組織などの他の要素も監視することになるため、前立腺癌診療ガイドライン2016年版では「監視療法」と名付けられている。単なる経過観察とは峻別される（便宜上手術や放射線治療と同列に論じたが、同列の治療ではない。遅延治療の一時治療として位置づけられる。）。主として、低リスクの早期癌に対して行なわれる。

### 待機療法
腫瘍マーカーの普及のため、近年では前立腺癌が早期発見されることが多い。そのため早期に発見された初期癌なら直ちに治療して根治するべき、と考えるであろうが、実はこれは早計である。前立腺癌は前述しているが進行が非常に遅く、早期に発見された場合なら無症状のまま経過して前立腺癌そのものが死亡原因にならないケースが多い（潜伏癌）。そのため、あえて治療をしないで当面は経過を観察していき、遠隔転移が出現した際に内分泌療法を開始するという治療方法があり、これを待機療法という。根治治療を見越した「監視療法」とは区別されるものの、監視療法中の患者が高齢となり根治治療ではなく内分泌療法を施行することになることがあり、両者はシームレスな関係といえる。待機療法では不要な過剰治療を避け、合併症のリスクを回避するのを目的としている。
待機療法とあるため、何も治療しないことだと誤解されがちだが、これは定期的にPSA値を計るなどして徹底した監視下のもとで行われるれっきとした治療法である。待機療法の有効性は高く、待機療法の臨床試験（厚生労働省研究班の調査）において前立腺癌の患者で待機療法が適切と判断された118人のうち、84人が治療不要と判断され続け、大半は5年以上がたっても無治療のまま経過観察を続けている状況にあるとされている。
待機療法を適用される前立腺癌の患者はこの癌は潜伏癌であると考えてよい。

### 手術療法

#### 前立腺全摘除術
PSA検査で前立腺癌の早期発見が可能となっているため、前立腺癌が前立腺内に留まっている場合は根治を目指して前立腺全摘除術を行うことで癌をすべて取り除くことが可能となっている。手術で切除するのは前立腺、精嚢、精管の一部、膀胱頸部の一部などで、それらに関連したリンパ節（所属リンパ節）も対象となる（リンパ節郭清）。しかし、リンパ節郭清に関しては、所属リンパ節をすべて切除するのではなく、閉鎖リンパ節だけ郭清するという術式が採用されることもある。
前立腺全摘除術には恥骨後式、会陰式の2つがあるが、恥骨後式が最も一般的に行われている。
恥骨後式
全身麻酔と硬膜外麻酔を併用する。硬膜外麻酔を使用するのは術後の痛みを緩和する効果があるためで、下腹部を縦に切開して手術する。前立腺摘出後、尿道に管（カテーテル）を留置したまま切開した手術創を閉じる。
会陰式
陰嚢の裏側と肛門の間の部分を切開し、前立腺と直腸の間をはがして前立腺を摘出する。
これらの手術は共通して約3時間から4時間ほどで終わり、その後10日から2週間ほどの入院になる。術後1週間ほどで尿道カテーテルが抜かれる。ただしこの手術で起こりやすい合併症として尿漏れと性機能不全がある。尿漏れについては、術後はこの症状に悩まされやすいため看護師のケアや指導により自分で対処できるようになってから退院する例が多い。退院後は骨盤底筋体操を毎日行う習慣づけをして尿漏れを防ぐようにすれば、平均して1か月ほどで、長くても1年ほどで尿漏れは改善される。また、前立腺床を刺激しないように1か月は自転車や乗馬などは避ける注意が必要である。
前立腺全摘除術の適用範囲は、限局癌（癌が前立腺内に留まっている。すなわち早期発見された場合）であること、期待余命が10年以上であること、低リスクであること（PSA10ng/mlまで、グリソンスコア6以下、T1かT2a、この3項目を全て満たす場合）、中リスクであること（PSA20ng/mlまで、グリソンスコア7以下、T2b以下である場合）である。
前立腺全摘除術は簡単なように言われているが、前立腺は身体の深部にあり周囲をさまざまな臓器に囲まれているため、また前立腺の前面には静脈が密集している部分があるため、開腹による前立腺全摘除術は大量の出血を起こしやすい難しい手術である。このため、事前に自らの血液を採血して保存しておき、自己輸血できるようにする場合もある。大体の場合、1週間から10日間隔で2回から3回、400mlずつ採血して保存する。

#### 腹腔鏡下（内視鏡）前立腺全摘除術
腹腔鏡下（内視鏡）前立腺全摘除術とは腹腔鏡という内視鏡（カメラ）を使って行う手術である。腹腔鏡（内視鏡）を患者の体内に挿入するため、腹部に5mmから12mmの穴を複数個（通常は5個）開け、ここから内視鏡や手術器具を挿入する。また、手術する空間を確保するため、腹部に二酸化炭素を送り込んで膨らませる気腹を行う。実際の作業はカメラの画像をモニターで見ながら行い、患部をよく観察しながら体外から手術器具を操作して前立腺や精嚢を摘出する。
腹腔鏡下（内視鏡）前立腺全摘除術のメリット
内視鏡前立腺全摘除術のメリットとして、開腹手術と較べて手術創が小さいために痛みも出血も少なく、術者の目となる内視鏡が腹部に入るために奥まって見えにくいところもよく見え、同時にモニターで拡大しているため、開腹による全摘除術より細かい部分もよく見える（前立腺は恥骨の裏側にあり、骨盤の奥に位置するためこれが大きなメリットといえる）。手術後は尿道にカテーテルを留置するが、3日ほどで抜くことができるので通常5日から1週間程度と退院できるまでの期間が開腹手術より早く、仕事が忙しくて長期間の入院ができない場合にメリットがある。
腹腔鏡下（内視鏡）前立腺全摘除術のデメリット
狭い範囲で臓器の摘出や縫合作業を行うために、手術時間は通常3時間から6時間と開腹手術より長く、そのぶん患者に負担がかかることになる。また手術を行う医師にも熟練した経験と技術が不可欠となる。また、開腹手術は腹腔を開かずに行うが、腹腔鏡下（内視鏡）前立腺全摘除術では腹腔に穴を開けるため、術後にまれであるが腸の癒着が起こるリスクもある。また、熟練した医師の手技が求められるので、保険の対象とするには、この手術の経験が10例以上あるなどの、厳しい基準を満たした認定病院で手術を受ける必要がある。過去には施術に失敗し、出血多量で死亡する事案も発生している（慈恵医大青戸病院事件）。
腹腔鏡下（内視鏡）前立腺全摘除術は、2006年4月に健康保険の適用が認められている。
前立腺全摘除術と腹腔鏡下（内視鏡）前立腺全摘除術の変わらない点
腹腔鏡下（内視鏡）前立腺全摘除術の適用範囲は前立腺全摘除術とほとんど同じである（中リスクである場合のみ適用から外れる）。治療成績は通常の恥骨後式、会陰式手術と変わらない。

#### da Vinci手術 (医療ロボット手術)
2012年4月に保険収載された。腹腔鏡手術はモニターを見て手術をするため二次元の映像を見ての手術となるが、da Vinciは3次元立体画像を表示でき術者はそれをみて手術を行える。さらに腹腔鏡手術で使う鉗子と違い多関節の鉗子であるため、細かい作業が可能となり、また手振れ防止機能も搭載されている。

### 放射線療法
近年、前立腺癌の放射線療法には新しい方法が次々と登場し、それだけに治療の選択も広がっているため、個々の特徴を見極めて自分に合った選択をする必要がある。

#### 外照射
外照射としては現在では強度変調放射線治療 (IMRT) による放射線治療が増加している。この治療法で治療した場合、直腸出血などの有害事象を減ずることができるため、照射する線量を増加させることが可能になり、局所制御率の向上につながっている。Alicikusらは、IMRTで81Gy照射し、10年PSA制御率が、低/中/高リスクで81%/78%/62%と報告している。また、画像誘導放射線治療の臨床応用も進んでいるほか、陽子線・重粒子線を用いた粒子線治療や体幹部定位放射線治療も行なわれている。
外照射の治療適応はほぼ全ての病期に対してであり、癌が精嚢以外の他臓器浸潤がなく（T3bまで）、遠隔転移がないなら根治が期待できる。ただし前立腺の被膜を越えているなどの局所進行癌では内分泌療法との併用が勧められ、通常半年程度内分泌療法を先行させた後、外照射を行なう。

#### 小線源治療
小線源治療といって、前立腺癌組織に直接放射線の出る粒（小線源）を刺入し、前立腺癌を治すという治療法がある。これには、一生小線源を留置したままの125I 治療（永久挿入密封小線源治療）と、一時的に線源を留置する治療（高線量率組織内照射）とがあり、双方とも優れた臨床成績が報告されている。

#### 非密封小線源治療
前立腺癌は進行すると骨転移をきたし、それによる疼痛に苦しむこともある。箇所が少なければ、外照射により疼痛の軽減を図れるが、多発骨転移である場合には外照射で対応することが困難な場合がある。一定の要件を満たす患者に対しては、89Sr（メタストロン）を血管内投与することにより、疼痛の軽減が図る治療がかつては行われていた。しかし、2019年2月、製造原料である88Srの入手が困難になり製造販売が終了したために現在は行われていない。現在行われている非密封小線源治療としては、223Ra(製品名ゾーフィゴ)の血管内投与がある。ゾーフィゴは疼痛緩和だけでなく生命予後の改善効果もあることが知られており、今後の普及が期待される。

### 内分泌療法
内分泌療法はホルモン療法とも言われる。前立腺癌は男性ホルモン（アンドロゲン）が刺激になって癌が分化・増殖する（ホルモン依存性）。このため男性ホルモンの分泌や作用を抑えて癌細胞の増殖を防ぐというのが内分泌療法の機序である。内分泌療法には外科的去勢術（両側精巣摘除術）とLH-RH（黄体化ホルモン放出ホルモン）アゴニストによる薬物療法の2つがある。また、薬の使い方を工夫した併用療法としてMAB（CAB）療法があり、この療法も多く取り入れられるようになっているほか、抗アンドロゲン薬を単独で使用する場合もある。ただしこれらの療法には副作用や問題点も存在している。具体的には、女性の更年期障害で起こるホットフラッシュといった症状を認めることがあり、患者の生活の質を下げうる。
内分泌療法は癌が前立腺の被膜を越えていたり、周辺臓器にまで広がっている局所浸潤癌の場合（T3からT4）、所属リンパ節や離れた臓器に転移のある進行癌（N1、M1）、体力的に前立腺全摘除術、放射線療法などの根治療法を受けることが難しい高齢者、持病があって根治療法を受けられない人に適用されることが多い。

#### 外科的去勢術（両側精巣摘除術）
外科的去勢術（両側精巣摘除術）とは簡単に言うと男性の両側の精巣すなわち睾丸を摘出する手術である。これは最も古くから行われている方法であり、精巣から分泌される男性ホルモンをなくすことを目的としている。
外科的去勢術（両側精巣摘除術）のメリット
この手術のメリットとして挙げられるのは手術自体が約30分と短く済むこと、身体の負担が少ないことであり、また言葉だけ見ると袋すなわち陰嚢ごと切除すると誤解されがちだが、実際は袋の中にある精巣だけを取り出すので外見上はそれほど違和感はなく、治療費も比較的安価で行えることである。
外科的去勢術（両側精巣摘除術）のデメリット
男性のシンボルである精巣を取り去ることは、仮に子供を作る予定がない人、あるいはその年齢をすでに大幅に過ぎている人でも心理的ダメージや抵抗感があり、これがデメリットと言える。現在ではLH-RH（黄体化ホルモン放出ホルモン）アゴニストにより同じ効果が得られるため、外科的去勢術（両側精巣摘除術）は減少する傾向にある。

#### LH-RH（黄体化ホルモン放出ホルモン）アゴニスト
LH-RH（黄体化ホルモン放出ホルモン）アゴニストとは、脳の下垂体に作用してLH（黄体化ホルモン）およびテストステロンという男性ホルモンの分泌を抑えて癌の進行を阻害する薬剤のことである。通常、脳の視床下部で作られるLH-RH（黄体化ホルモン放出ホルモン）とは、下垂体にLHを作るように指令を出しており、LHは精巣にテストステロンを作るように働きかけるので、それにより前立腺癌の細胞が増殖することになる。LH-RHアゴニストはLH-RHと構造が似ている薬で、継続的に用いると下垂体が常に刺激された状態になりLHを放出し続ける。そのため、治療開始後から約4日間はLHの分泌量が一時的に増加し、テストステロンの分泌量も増加する（フレアアップ現象）。だが、その後はLHが枯渇したような状態になり、精巣が刺激されなくなり、結果として精巣でのテストステロン生成が止まり、癌細胞の増殖が抑えられる。
LH-RH（黄体化ホルモン放出ホルモン）アゴニストのメリット
外科的去勢術（両側精巣摘除術）と違って心理的ダメージを受けることがなく、手術のように痛みを伴わず、外来治療のみで簡単なことがメリットで、近年はこの治療方法が選択されることが多い。
LH-RH（黄体化ホルモン放出ホルモン）アゴニストのデメリット
外来治療のため定期的な通院が必要であり、さらにそれに伴う経済的負担も大きいことがデメリットである。治療効果としても外科的去勢術（両側精巣摘除術）とLH-RH（黄体化ホルモン放出ホルモン）アゴニストは同等であり、経済的、心理的、肉体的負担など多方面からどちらを選択するか慎重に検討することが必要である。薬剤の副作用により高血糖が生じ糖尿病と糖尿病に伴う糖尿病性神経障害の発症例が報告されている。

#### MAB（CAB）療法
MAB（CAB）療法とは、Maximum/Combined Androgen Blockade、マキシム/コンバインド・アンドロゲン・ブロッケイド）療法のことである。わかりやすく言えば、精巣と副腎からの男性ホルモンをブロックする療法で、LH-RH（黄体化ホルモン放出ホルモン）アゴニストと抗アンドロゲン薬を併用する。

#### 去勢抵抗性前立腺癌に対する内分泌療法[65]
上述のMAB（CAB）療法に抵抗性（去勢抵抗性前立腺癌）となった場合に、エンザルタミド、アビラテロンの有効性がそれぞれ確認されている。エンザルタミドの有害事象には疲労感、食欲不振、脱力感、血小板減少、痙攣など（後二者はまれ）がある。アビラテロンの有害事象には肝機能障害、体液貯留、心血管障害などがある。どちらを優先して使用すべきかについては明確な答えがなく、患者の状態に合わせて使用される。
アパルタミド、ダロルタミドも認可されている。

### 化学療法[65]
化学療法とは抗がん剤治療のことである。上述のエンザルタミドやアビラテロンと並んで延命を目的に使用されることになる。従来、化学療法だけは効果がないといわれていたが、2004年にアメリカで承認されたドセタキセル（タキソテール）が2008年8月から日本でも使えるようになった。これは前立腺癌で初めて立証された抗がん剤である。通常、ドセタキセルにステロイド剤を併用する。従来はエストラムスチン（エストラサイト）が使用される場合が多かったが、心血管系の有害事象が多いという問題があったため、近年ではTAX327試験の結果からプレドニゾロンを併用するのが標準となっている。
ドセタキセル抵抗性となった場合の化学療法として、TROPIC試験の結果からカバジタキセルが認可されている。ドセタキセルと同様、プレドニゾロンを併用する。発熱性好中球減少症の頻度が高いため、患者の状態によってG-CSFの一次予防が推奨されている。
抗がん剤のメリット
抗がん剤、すなわち化学療法では一定期間の延命や痛みの緩和は期待できる。
抗がん剤の副作用に関して
化学療法の場合、副作用の例が多い。高齢者には特につらく、このような場合は我慢せず自発的に主治医に相談することが必要となる。代表的な副作用として白血球と血小板の減少（骨髄抑制）で感染や出血しやすくなる。他に発疹などのアレルギー反応、吐気、口内炎、下痢、味覚変化、筋肉や関節の痛み、脱毛、痺れ、浮腫み、倦怠感、疲労感、食欲低下、乳房の膨大、静脈血栓塞栓症などがある。
抗がん剤のデメリット
抗がん剤は副作用が多いため、投与するのは初回のみで入院して副作用の出方を見る場合が多い。抗がん剤の点滴を終えると数日は体調不良になり、骨髄抑制による感染症予防のために外出なども制限しなければならず、体調が落ち着いてから次の投与となる。また投与期間の間隔を開けたり投与を休む配慮が必要である。抗がん剤は誰にでも効果が現れるわけではなく、約4割に効果が現れ、残りには効果が現れないといわれる。また効いても長い場合での延命期間は2年以上、通常では3か月ほどといわれる。また80歳代後半の患者には副作用のある化学療法は避ける選択肢がある。

### 再発性前立腺癌の治療
最初の治療が前立腺全摘除術（手術）で、前立腺癌が再発した場合は放射線療法、内分泌療法、化学療法の3つの選択肢がある。初回治療が放射線療法であった場合の再発では内分泌療法、化学療法の選択肢がある。

### 超音波治療器（HIFU)での治療
米国英国で前立腺肥大症に不適応とされたHIFU治療器が承認を受けずに臨床で使用されているのを受けFDAはFOCALサージェリー社に警告書を出した。同社は前立腺がんに対する治療もホームページで宣伝している。同機は日本国内で「前立腺肥大症」について薬事承認、「前立腺がん」について先進医療の承認を受けている。

### 再燃性前立腺癌の治療
最初の治療が内分泌療法の場合、前立腺癌が再燃すると根治療法は行わず化学療法を適用する。

## 前立腺癌になった著名人
- 明仁上皇 - 天皇在位中の2003年（平成15年）に前立腺全摘出手術。
- 稲川淳二 - 2012年「ダヴィンチ」で手術。
- 大隈重信 - 摂護腺（前立腺の旧称）癌
- 長田昭二 - 医療ジャーナリスト
- 小沢昭一
- 北村総一朗 - 前立腺導管癌で2013年に摘出手術を受け翌年に復帰
- 金嬉老
- ゲイリー・クーパー
- 西郷輝彦 - 国内未承認の最先端治療をオーストラリアで受けた。
- 三遊亭圓右
- ジョー・バイデン
- フランク・ザッパ
- 高倉健
- 宝井馬琴
- 東郷健
- 中松義郎 - 余命宣告を受けたあと治療により寛解
- 西川きよし
- ウィリアム・ハート
- 間寛平
- 深作欣二 - 性機能の維持のためホルモン治療を拒否。
- デニス・ホッパー
- 松井孝典
- 真山勇一
- 三谷幸喜 - 著書『ボクもたまにはがんになる』
- フランソワ・ミッテラン - 大統領在任中から闘病していたことを死後に医師が明らかにした。
- 三波春夫
- 宮本亞門
- 森喜朗 - 2002年7月、首相就任直前に前立腺がんの疑いがあると診断され、首相在任中は手術も公表もできず放射線治療で抑えた。
- 与那嶺要[72]
- 米長邦雄 - 著書『癌ノート ～米長流 前立腺癌への最善手～』
- 山口博弥 - 読売新聞編集室編集委員。患者と医療記者の立場から報道。
- 渡辺淳一
- 渡邉恒雄[73]